# خيسوس كاستيلو
خيسوس كاستيلو (بالإسبانية: Jesús Castillo) (16 مايو 1988 في المكسيك - ) هو لاعب كرة قدم مكسيكي في مركز الدفاع. لعب مع نادي تشياباس وPumas Morelos ‏ ونادي موريليا الرياضي وVenados F.C. ‏ وطوروس نيزا.

## وصلات خارجية
- خيسوس كاستيلو على موقع قاعدة بيانات كرة القدم.إي يو (الإنجليزية)